# Silvicultură

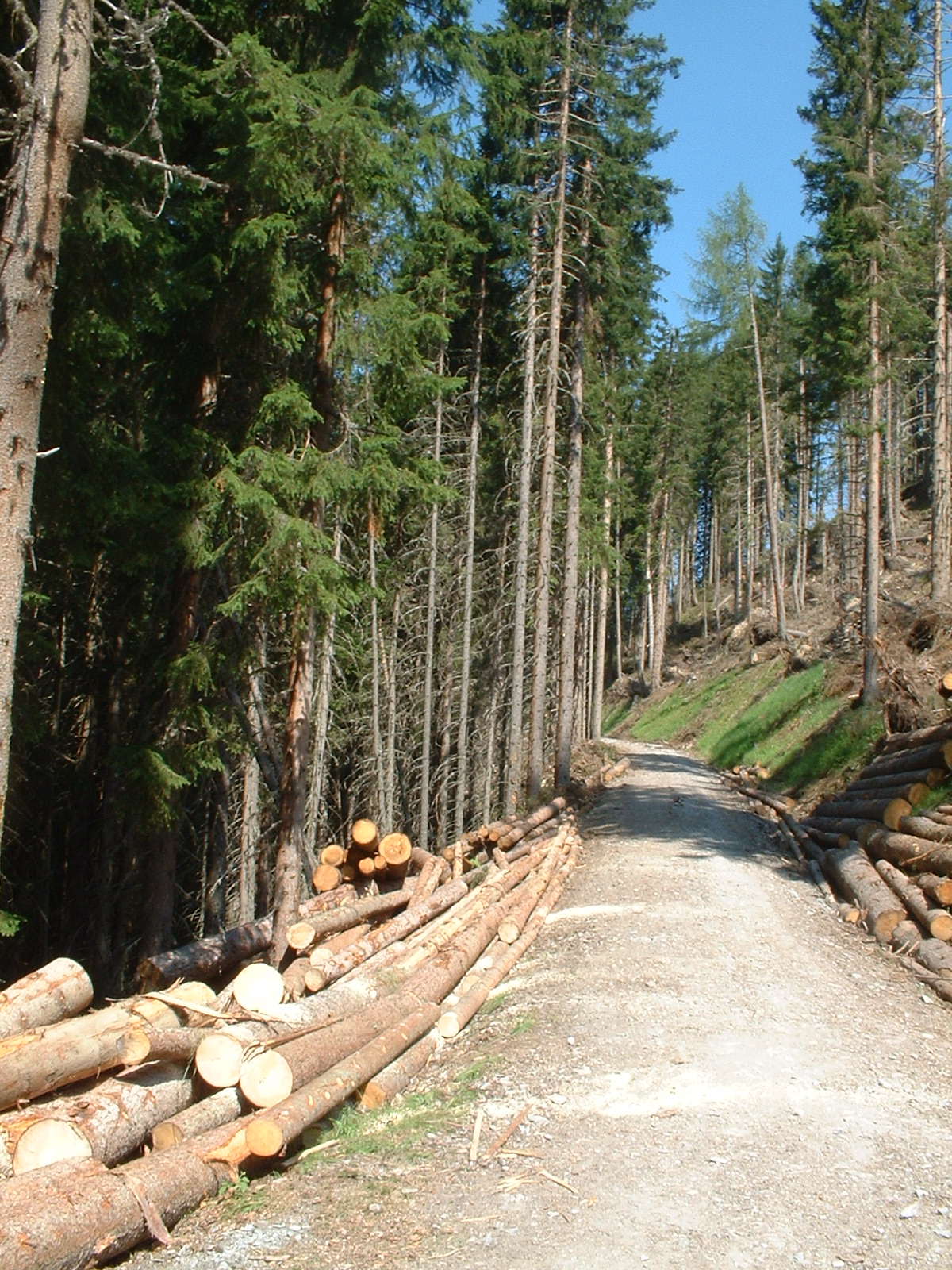
Lucrări de exploatare forestieră în Austria

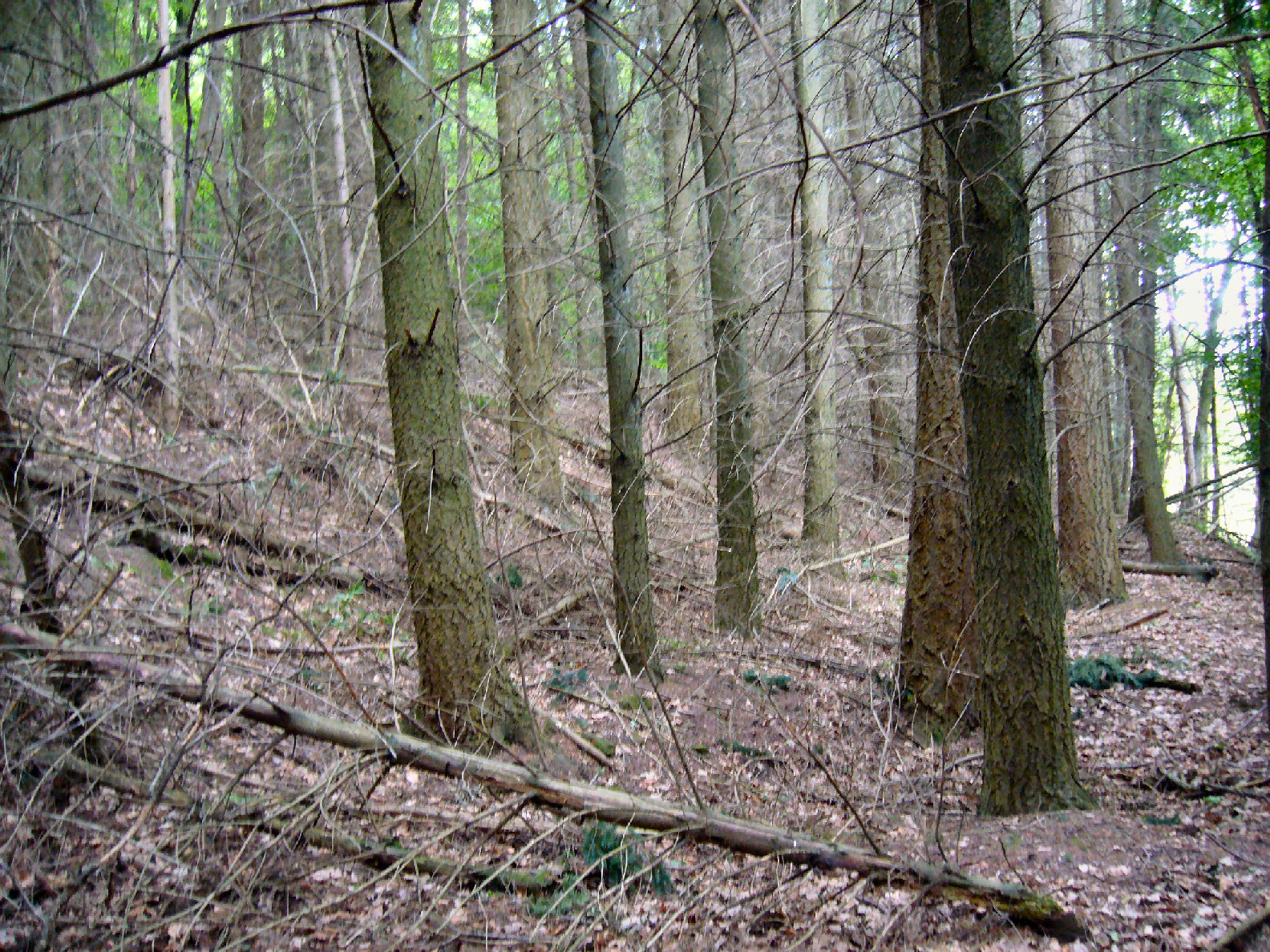
Plantație de Pinus douglasiana din regiunea franțuzească Lorena

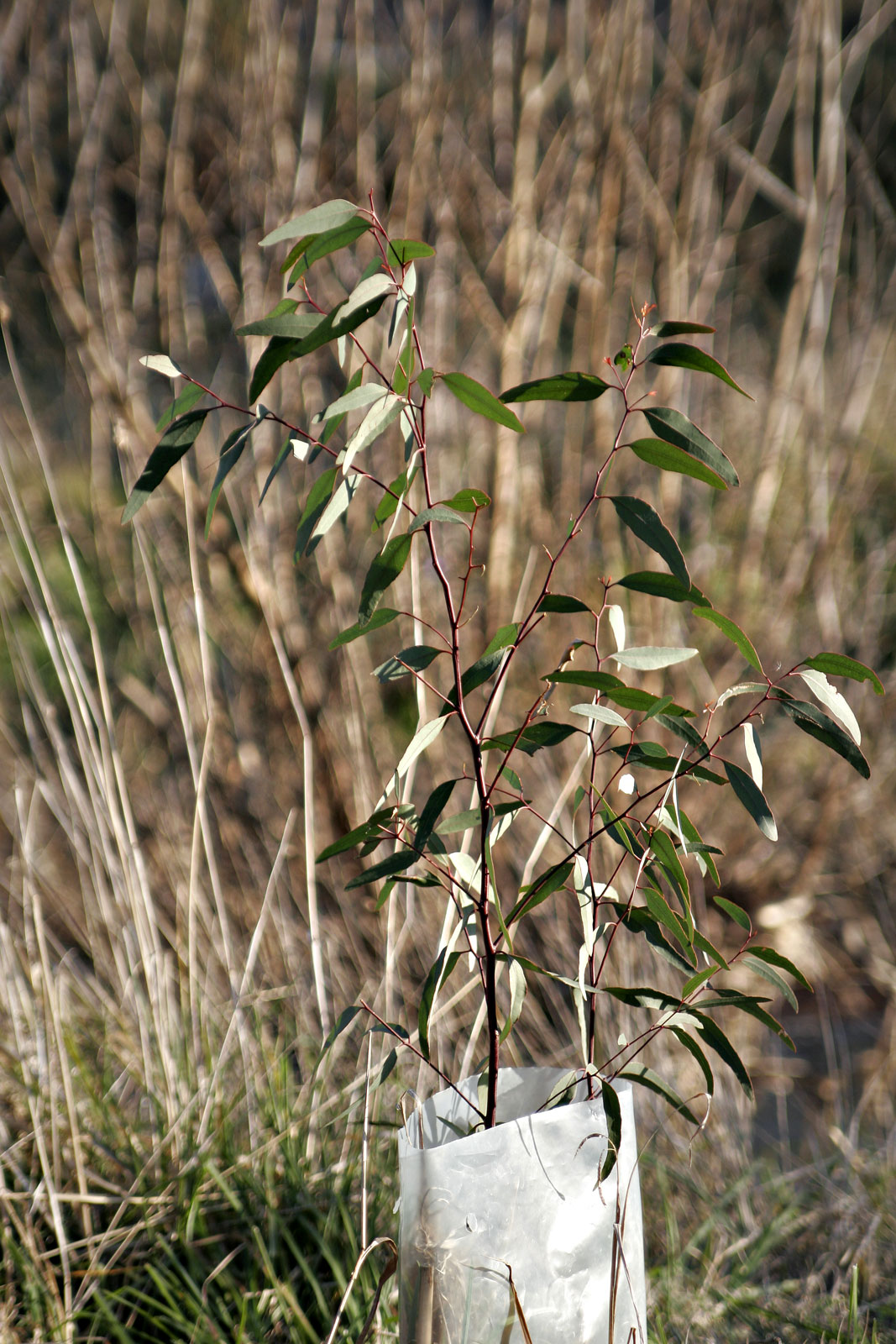
Replantarea de eucalipt într-o zonă în care creșteau sălcii pe malurile râului Tambo (statul australian Victoria)

Silvicultura este un sector de activitate științifico-tehnică care se ocupă cu studiul pădurilor și plantațiilor de arbori, și cu gospodărirea lor.

### Primele publicații ale domeniului
- Revista Montes ("Revista forestieră", Spania) - 1868[1]
- Šumarski list ("Revista forestieră", Croația-Slavonia) - 1877 [2]
- Revista pădurilor (România, 1881–1882; 1886–prezent),[3] cea mai veche revistă științifică din România